# RTTI
RTTI (Reproductie, Toepassing I, Toepassing II, Inzicht) is een toets- en onderwijsmethode, waarbij leerlingen door constant meten van de vier dimensies (R, T, T en I) meer inzicht kunnen krijgen in hun leerproces. Ook docenten kunnen hierdoor beter aansturen op welke dimensie een leerling moet/kan verbeteren. Petra Verra en Marinka Drost van het bedrijf DocentPlus zijn de grondleggers van RTTI.